# アルサケス1世
アルサケス1世（Arsaces I、ペルシア語: ارشک Arshak, ギリシア語: Ἀρσάκης 在位：紀元前247年頃 - 紀元前211年頃）は、パルティア王国の初代王。パルティア王国は彼の名をとってアルサケス朝とも呼ばれ、中国ではその音訳「安息」で知られた。パルティア語ではアルシャクと発音されたと考えられている。歴代のパルティア王はアルサケスを称号とした。

## 生涯
アルサケス1世の出自は明らかではない。一説に彼はバクトリア人で、バクトリア総督（サトラップ）ディオドトスの支配に不満を抱き、パルティアに侵入して巧みに住民を扇動し、反乱を起こさせたというものもある。また、フリアピテスの息子アルサケスの子孫ともいわれている。
セレウコス朝のセレウコス2世（紀元前246年 - 紀元前225年）がアシアでガリア人に敗れたという噂を聞いたアルサケスは兄弟のティリダテスと盗賊の手勢を率いて、セレウコス朝のパルティア州に侵入し、その総督アンドラゴラスを襲撃して殺害した。そしてアルサケスはアスタウエネのアサアクで王冠を授けられ、アルサケス朝パルティア王国を建国した。
まもなくしてヒュルカニア王国を占領し、パルティアとヒュルカニアという２つの種族と地域を手中に収めることができた。アルサケス1世はバクトリアのディオドトス1世を恐れていたため、大規模な軍隊を準備したが、紀元前234年にディオドトス1世が崩御すると、その息子で王位を継いだディオドトス2世と講和を結ぶことができ、セレウコス朝との会戦に挑むことができた。紀元前227年頃、東進していたセレウコス2世を退却させることに成功し、勝利宣言する。パルティア人はこの日を自由の始まりの祝日と看做した。
セレウコス2世が新しい騒乱でアシアへ呼び戻されたとき、アルサケス1世は一息ついて軍隊を再編し、城砦を築き、ダラという名の都市をアパオルテノン山に建てた。この地は四方を険しい岸壁で囲まれているため守りが固く、一方で周辺が肥沃で泉と森が豊富にあり、狩りもできるため快適な場所であった。
老齢のため紀元前211年頃に崩御し、息子のアルサケス2世が王位を継承した。彼以後、全てのパルティア王がアルサケスの名を称号とした。

## 参考資料
- ニールソン・C・デベボイス『パルティアの歴史』（小玉新次郎、伊吹寛子 訳、山川出版社、1993年）、ISBN 4634658607
- ポンペイウス・トログス / ユスティヌス抄録『地中海世界史』（合阪學 訳、京都大学学術出版会<西洋古典叢書>、1998年）、ISBN 4876981078
- ポリュビオス『ポリュビオス 歴史3』（城江良和 訳、京都大学学術出版会<西洋古典叢書>、2011年）、ISBN 9784876981922